# アネミア属
アネミア属 Anemia  はフサシダ科に属するシダ植物。羽状複葉に分かれた葉の最下の小葉が胞子葉の形になる。観葉植物として栽培されるものがある。日本には産しない。

## 特徴
地上生のシダ植物。根茎は短くて毛があり、葉を密生する。葉は1回ないし2回羽状複葉。葉脈は遊離しているものが多いが、一部には網状になるものがある。
胞子葉は別に生じるのではなく、羽状複葉に分かれた葉の、最下の小葉が胞子嚢をつける。この小葉は長い柄を持って伸び上がり、その先端には葉身が発達せずに胞子嚢群のみが密生する。
学名は「裸の」を意味するギリシャ語 anemon に由来し、胞子葉を生じた葉の外見からの命名との説はあるが不詳とのこと。

## 分布と種
約80種があり、大部分は熱帯アメリカに産する。少数の種がアフリカとマダガスカルに分布し、1種だけがインドから知られる。

## 分類など
その形が栄養葉の葉身の基部から胞子葉が立ち上がる形となるので、ハナワラビ科のものに似るが、系統的には遠いとされる。
胞子嚢の形などからフサシダ科に含める。この属のものと思われる化石は中生代白亜紀には世界中から発見され、日本からも報告がある。

## 利用
観賞用に栽培されるものが3種ばかりあり、温室などで栽培される。A. rotundifolia は『温室の常連ともいうべき美しいシダ』で、大正初年に日本に渡来した。
- A. adiantifolia
- A. phyllitides
- A. rotundifolia